# لورا دارل
لورا دارل بازیگر، خواننده و راوی کتاب صوتی آمریکایی است. در سال ۲۰۱۶ دارل نقش ایلین را در کرید موریا بازی کرد. از حدود سال ۲۰۱۵ لورا به عنوان راوی کتاب‌های صوتی از جمله رمان‌های پپه نیز فعالیت می‌کند. دارل در پورتلند، مین متولد و در حومه شهر یارموث بزرگ شد.